# Szécsényfelfalu
Szécsényfelfalu – wieś i gmina w północnej części Węgier, w pobliżu miasta Szécsény. Miejscowość leży na obszarze Średniogórza Północnowęgierskiego, w pobliżu granicy ze Słowacją. Administracyjnie należy do powiatu Szécsény, wchodzącego w skład komitatu Nógrád.
Gmina Szécsényfelfalu liczy 462 mieszkańców (2009) i zajmuje obszar 8,22 km².